# 兇器
凶器（weapon for criminal purposes），是謀殺所使用的武器。
從冷兵器刀刃長槍到近代火器，甚至插電電器都可以做為兇器。在偵探推理小說中，作為犯罪基礎的兇器是很重要的元素。

## 常見的凶器種類

### 利刃刀具類
- 此類的重點在於容易取得。舉凡菜刀、西瓜刀、匕首、武士刀……等。凶器檢驗方式為，指紋與血跡（魯米諾反應）。

### 槍械類
- 凶器檢驗方式為，射擊殘留物鑑定（硝煙反應）。

### 繩索類
- 例如繩索、皮帶、領帶……等，常用於勒斃。

### 人體凶器
- 例如毆打致死，或徒手勒斃。

### 毒物類
- 例如砷、砒霜、毒氣……等。

### 電器類
- 例如電擊致死。

### 重物類
- 例如重物鈍擊致死。

### 水
- 例如溺斃，或將水冰凍成冰塊後，當重物或利刃使用。常用於推理小說之中，重點在於隨著冰塊溶化，或水分蒸發，凶器自然消失。

### 重力類
- 例如從高處墜落。

### 交通工具類
- 例如車禍、或自火車月台上推落。

### 易燃物或爆裂物
- 例如汽油、瓦斯、土製炸彈……等。

## 其他
中華民國最高法院79年臺上5253判例意旨略為「以行為人於行為時攜帶，客觀上足對人之生命、身體、安全構成威脅，具有危險性之兇器均屬之，其種類並無限制。」；所謂危險性指「祇須行為時攜帶此種具有危險性之兇器為已足，並不以攜帶之初有行兇之意圖為必要」，又所謂行為時指「如竊盜時、強盜時等」，因此是否初始就攜帶，抑或行為中拾取、利用也都列入攜帶範圍。
在以上定義發現只要當時有非人類肉體本身之物皆可列入凶器，如眼鏡、假牙或衣物等皆足以製造威脅風險，因此司法界另外限縮定義，必須為「器械」，因此中華民國國家考試常出現之螺絲起子、金屬老虎箝或無法擊發的金屬道具槍，可以列入凶器範圍，至於地上撿拾之石頭或身上衣物皆非器械，即使用以行凶，也不算凶器。
值得注意的是，高等檢察署對於所謂「攜帶」的定義予上述判例不同，其法律問題Q＆A問題一的回答中表示「該「兇器」尚需是行為人「攜帶」至現場，如果行為人是就地取材使用犯罪現場的器械，也不會構成攜帶兇器。」

## 相關
- 武器
- 謀殺

## 外部連結
- 赴美研習槍擊現場重建暨參訪相關刑事鑑識實驗室報告書[永久]

1. ↑  .   [2024-03-18]. （原始内容存档于2024-03-18）.
2. ↑  .   [2024-03-18]. （原始内容存档于2024-03-18）.